# Nina Naumowna Fotijewa
Nina Naumowna Fotijewa (russisch Нина Наумовна Фотиева; * 3. Februar 1936 in Dnepropetrowsk; † 18. März 2018 in Tula) war eine sowjetische bzw. russische Geomechanikerin und Hochschullehrerin.

## Leben
Nach dem Studium an der Universität Kiew in der Mechanik-Mathematik-Fakultät war Fotijewa 1963–1966 Aspirantin im Moskauer Gersewanow-Forschungsinstitut für Gründung und unterirdische Bauten (NIIOSP) des Staatlichen Bau-Komitees der UdSSR. Am Ende der Aspirantur verteidigte sie ihre Dissertation über den Einfluss des Vortriebs des mittleren Tunnels auf den Spannungszustand der Umhüllungen der Seitentunnel einer dreifach gewölbten U-Bahn-Station vom Pylon-Typ mit Erfolg für die Promotion zur Kandidatin der technischen Wissenschaften.
Darauf blieb Fotijewa am NIIOSP als wissenschaftliche Mitarbeiterin und verteidigte 1972 ihre Doktor-Dissertation über die Berechnungen von Tunnelumhüllungen mit nichtkreisförmigem Querschnitt mit Erfolg für die Promotion zur Doktorin der technischen Wissenschaften.
Fotijewa wurde 1979 an das Polytechnische Institut Tula berufen. Von 1980 bis 2012 leitete sie den Lehrstuhl für Werkstoff-Mechanik. Unter ihrer Leitung wurden neue analytische Methoden für die Berechnung unterirdischer Bauwerke entwickelt. Ihre Forschungsergebnisse fanden Anwendung bei der Projektierung der Tunnel der Baikal-Amur-Magistrale, der Wassertunnel des Rogun-Staudamms und des Wachsch-Wasserkraftwerks, der Tunnel der Station Sportiwnaja der Metro Sankt Petersburg und der städtischen Tunnel in Rjasan, Woronesch, Tscheboksary und in anderen Städten. Sie war Mitglied der International Society for Soil Mechanics and Geotechnical Engineering.

## Ehrungen, Preise
- Preis des Ministerrats der UdSSR (1991)[2]
- Verdiente Wissenschaftlerin und Technikerin der Russischen Föderation (1995)[2]
- Ehrendoktorin der Universität Tula (2009)[5]